# Пухтаєвич Михайло Георгійович
Пухтаєвич Михайло Георгійович (*15 серпня1980, Житомир, Житомирська область, Україна) — український політик, перший заступник голови Луганської обласної військово-цивільної адміністрації, бізнесмен.
Депутат Житомирської міської ради VI скликання (з 2010 року).
Підприємець: з 2008 року є засновником і генеральним директором приватного підприємства «Виробниче комерційне підприємство Проспект».
Член Асоціації будівельників Житомирщини. Голова правління Житомирської обласної організації роботодавців.

## Біографічні відомості
Народився 15 серпня 1980 у Житомирі в робітничій сім'ї.

### Освіта
Житомирський державний технологічний університет за спеціальністю «Екологія та охорона навколишнього середовища», кваліфікація — інженер-еколог (2003).
Національний університет державної податкової служби України за спеціальністю «Фінанси і кредит», кваліфікація — спеціаліст з фінансів і кредиту (2014).
Національна академія державного управління при Президентові України за спеціальністю «Місцеве самоврядування», магістр державного управління (2016).
Університет державної фіскальної служби України за спеціальністю  «Господарське право», магістр господарського права (2017).

### Трудова діяльність
2003—2015 рр — Фізична особа-підприємець
2007—2015 рр — Директор ПП «Проспект»
лютий 2015-березень 2015 року — Радник голови Луганської обласної військово-цивільної адміністрації.
З 17 березня 2015 року призначений на посаду першого заступника голови Луганської обласної військово-цивільної адміністрації.

## Політична кар'єра
З 2010 року — депутат Житомирської міської ради шостого скликання, обраний по мажоритарному виборчому округу № 1 міста Житомира, голова комісії міської ради з питань містобудування, архітектури та землекористування.

## Депутатська діяльність
Автор та ініціатор рішення Житомирської міської ради Про підтримку Постанови Верховної ради України від 27 січня 2015 року № 129-VIII «Про Звернення Верховної Ради України до Організації Об'єднаних Націй, Європейського Парламенту, Парламентської Асамблеї Ради Європи, Парламентської Асамблеї НАТО, Парламентської Асамблеї ОБСЄ, Парламентської Асамблеї ГУАМ, національних парламентів держав світу про визнання Російської Федерації державою-агресором»

Автор та ініціатор рішення Житомирської міської ради «Про звільнення від сплати комунальних послуг учасників АТО та членів їх сімей»

## Бізнес
В 2008 році заснував Приватне підприємство «Виробниче комерційне підприємство Проспект». Підприємство здійснює господарську діяльність у сферах вантажного автомобільного транспорту та будівництві. Налагоджено тісні партнерські відносини з такими товариствами як «Агробудіндустрія», «Хміль», шляхобудівельні управління № 19 та № 35, а також із «Обербетон», завод якого спеціалізується на виготовленні залізобетонних виробів та не має аналогів в Україні. Підприємство було задіяно брало у спорудженні стадіонів у Львові та Києві та будівництві автомобільної дороги Київ-Чоп до «Євро-2012». Підприємство брало безпосередню участь у зведенні нового гіпермаркету «Метро» в Житомирі, а також багатьох інших соціально значущих об'єктів.

## Родина
Дружина — Ірина Василівна, сини — Андрій і Дмитро, донька — Ксенія.

## Звання і нагороди
Нагороджений орденами Святителя Миколая Чудотворця та Георгія Побідоносця Української Православної Церкви.